# Vysílač Klínovec
Vysílač Klínovec se nachází v nadmořské výšce 1243 m n. m. na hoře Klínovec v Krušných horách. Betonová věž, která měří 56 metrů,[zdroj⁠?!] pokrývá společně s vysílačem Zelená hora televizním a rozhlasovým signálem Karlovarský kraj a také část Ústeckého kraje.

## Stavba
Dnešní železobetonová věž byla postavena v roce 1967. Slouží jako vysílač a radioreléová stanice. Vnitřní vybavení bylo hotovo a zařízení plně spuštěno v roce 1973. Věž na Zelené Hoře u Chebu je přesným dvojčetem tohoto vysílače a k jejímu spuštění došlo ve stejné době na vteřinu stejně. Další betonové věže stejného typu se nacházejí v Hoděšovicích u Hradce Králové a olomouckém Radíkově.

## Historie

### Éra Svazarmu
Klínovec byl ve snech radioamatérů ideálním místem pro umístění vysílače od poloviny padesátých let dvacátého století. Hlavní překážkou byl Tajný prostor Jáchymov, do kterého byl veřejnosti zapovězen vstup. Když dosáhli povolení ke vstupu, pokoušeli se zachytit signál našeho prvního televizního vysílače v Praze na Petřínské rozhledně. Toto povolení ke vstupu jim bylo uděleno, protože se jednalo hlavně o osoby zaměstnané v Uranových dolech Jáchymov. Veřejná bezpečnost tak v této době zjišťovala výskyt osob, pohybujících se v oblasti se sluchátky na uších a dalšími přístroji v rukách. Aby se předešlo problémům, sdružili se radioamatéři v Okresním radioklubu v Ostrově. Pro splnění svého snu se radioamatéři již spojení ve Svazarmu domluvili na spolupráci s národním podnikem Tesla Holešovice a po dvouletém jednání na vrcholu Klínovce 14. srpna 1957 vztyčili ocelový stožár. Antény na vrcholu byly nasměrované mezi Karlovy Vary a Sokolov. Samotný vysílač byl umístěn v pokoji č. 104 hotelu Klínovec. Zařízení bylo spuštěno 21. prosince 1957 a výsledek příjmu signálu z Prahy byl vynikající. Samotný stožár nalezli nadšenci na letišti v Karlových Varech. Byl ale poměrně krátký, 25 metrů, ale konstruktéři z Jáchymova pomohli a navýšili jej na metrů čtyřicet. V roce 1958 musel být vyřešen první větší problém. V dolnorakouském Jauerlingu u St. Pölten (242 km) byl zprovozněn vysílač pracující na stejné frekvenci jako Petřín, a proto vznikalo na Klínovci silné rušení. Proto bylo k patě stožáru přimontováno zařízení, které spojovalo stožár s radioreléovou stanicí v Loučné. Roku 1964 prošel vysílač na Petříně rekonstrukcí a jeho odložené vysílače byly 10. července 1965 přemístěny právě na Klínovec.

### 1968
V srpnu 1968 po vstupu vojsk Varšavské smlouvy byl vysílač obklíčen jednotkou vojáků SSSR a obsluha byla vyzvána k ukončení vysílání. Příslušníci československé armády ale stavbu odmítli opustit. Sovětští vojáci proto přitaženým kanónem rozstřelili transformátorovou stanici u paty věže. Personál provizorně vysílal z pokoje v hotelu a vysílání bylo přerušeno až po příjezdu sovětské tankové jednotky a pohrůžce rozstřílení celé stavby.

## Vysílané stanice

### Televize
Přehled televizních multiplexů vysílaných z vysílače Klínovec:
|        | Multiplex    | Kanál | Kmitočet | Výkon (ERP) | Polarizace   |
| ------ | ------------ | ----- | -------- | ----------- | ------------ |
| DVB-T2 | Multiplex 21 | 39    | 618 MHz  | 20 kW       | horizontální |
| DVB-T2 | Multiplex 22 | 38    | 610 MHz  | 50 kW       | horizontální |
| DVB-T2 | Multiplex 23 | 31    | 554 MHz  | 50 kW       | horizontální |

### Rozhlas
Přehled rozhlasových stanic vysílaných z vysílače Klínovec:
|    | Stanice          | Kmitočet  | Výkon (ERP) | Polarizace   |
| -- | ---------------- | --------- | ----------- | ------------ |
| FM | ČRo Karlovy Vary | 103,4 MHz | 0,8 kW      | horizontální |

Z Klínovce se vysílá i digitální rozhlas DAB+:
|      | Multiplex   | Kanál | Kmitočet    | Výkon (ERP) | Polarizace |
| ---- | ----------- | ----- | ----------- | ----------- | ---------- |
| DAB+ | ČRo DAB+    | 12C   | 227,360 MHz | 10 kW       | vertikální |
| DAB+ | ČRa DAB+ CZ | 11B   | 218,640 MHz | 10 kW       | vertikální |

Kromě televizních a rozhlasových vysílačů jsou zde umístěny i základnové stanice (BTS) mobilních operátorů O2, T-Mobile a Vodafone.

### Vysílání z příhradového stožáru
Kromě hlavního vysílače je televizní a rozhlasové vysílání šířeno také z blízkého příhradového stožáru:

#### Televize
|        | Multiplex    | Kanál | Kmitočet | Výkon (ERP) | Polarizace   |
| ------ | ------------ | ----- | -------- | ----------- | ------------ |
| DVB-T2 | Multiplex 24 | 45    | 666 MHz  | 40 kW       | horizontální |

#### Rozhlas
|    | Stanice          | Kmitočet | Výkon (ERP) | Polarizace |
| -- | ---------------- | -------- | ----------- | ---------- |
| FM | Hitrádio FM Plus | 107,4    | 0,4 kW      | vertikální |

#### Digitální rozhlas
|      | Multiplex  | Kanál | Kmitočet    | Výkon (ERP) | Polarizace |
| ---- | ---------- | ----- | ----------- | ----------- | ---------- |
| DAB+ | RTI cz SZC | 9B    | 204,640 MHz | 10 kW       | vertikální |

## Galerie

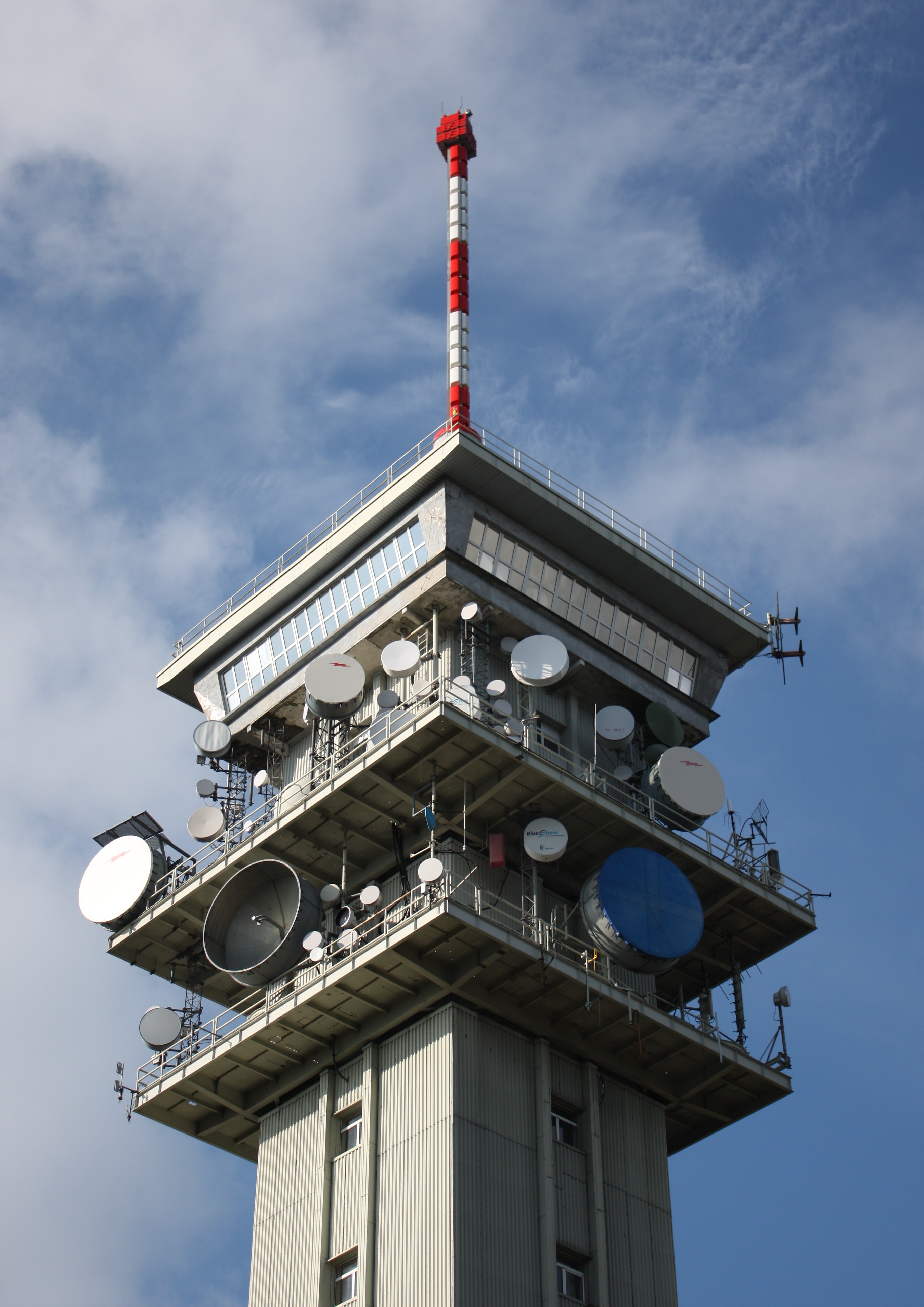
Detail vysílače
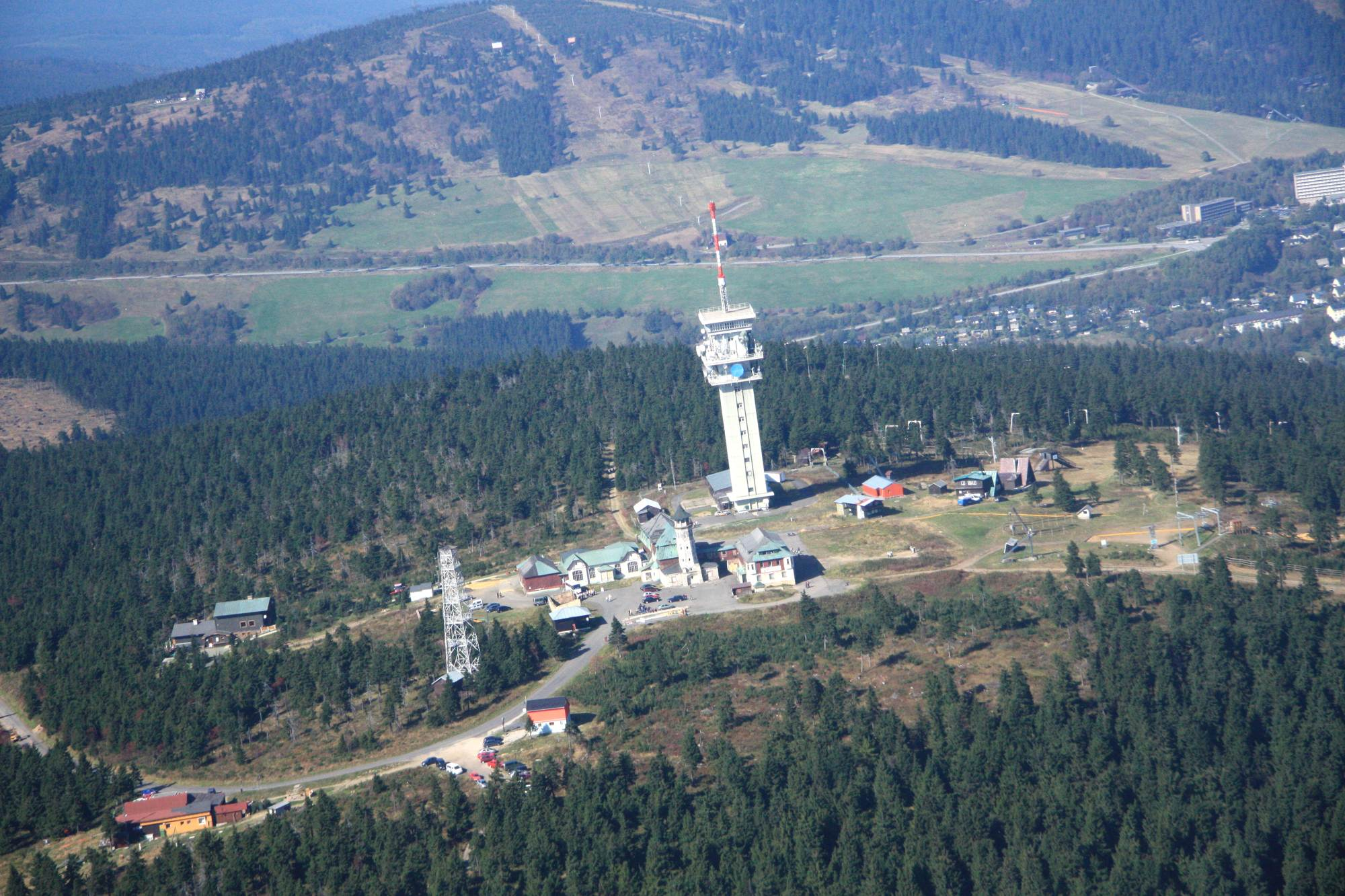
Letecká fotografie Klínovce
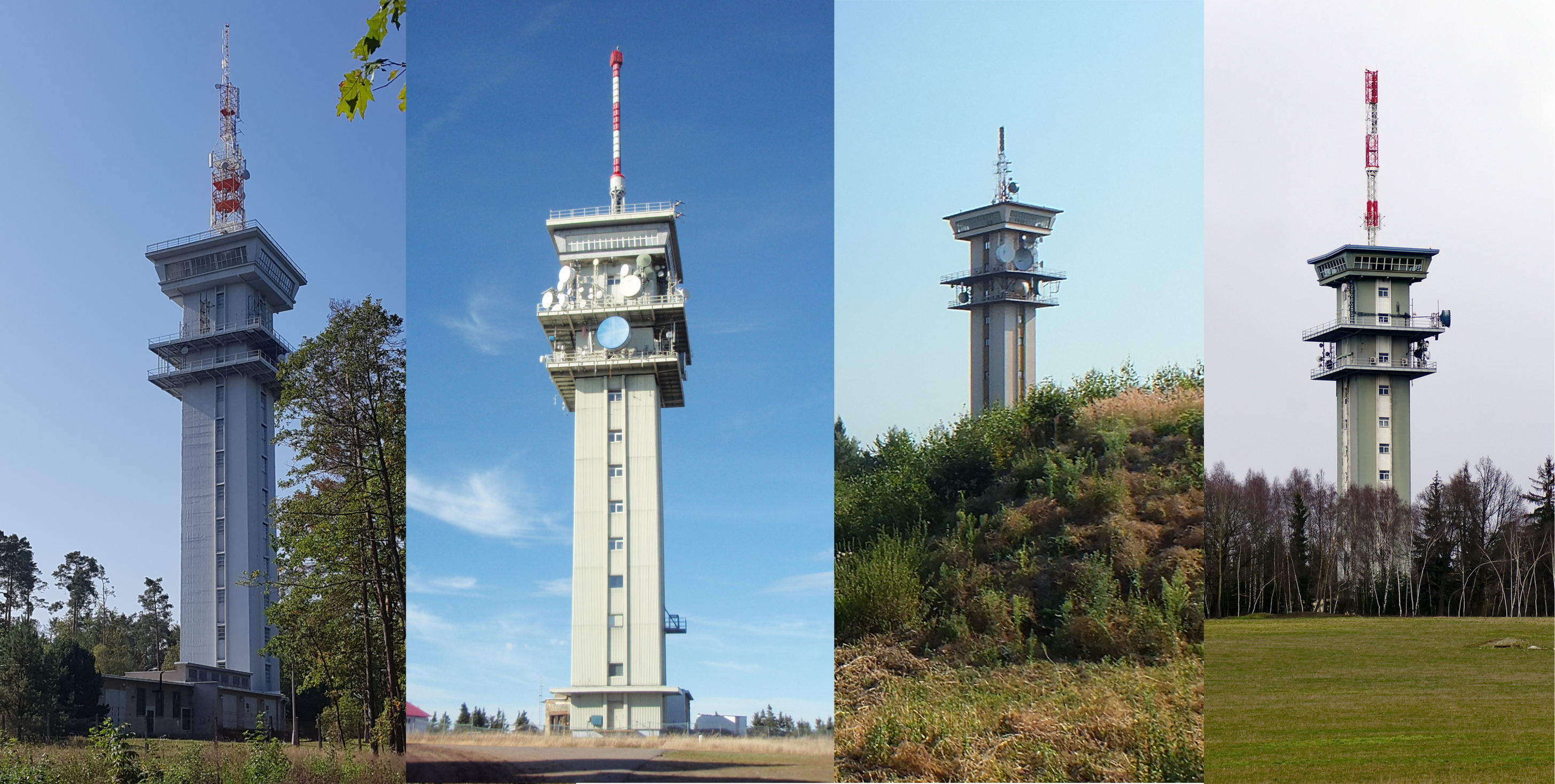
Porovnání betonových vysílačů stejného typu – Hoděšovice, Klínovec, Radíkov a Zelená hora

## Nejbližší vysílače
Nejbližší významné vysílače a vzdálenost k nim:
| Růžice kompasu |                     |                | Buková hora 106,8 km | Růžice kompasu |
| Růžice kompasu | Sever               |                |                      | Růžice kompasu |
| Růžice kompasu | Západ · Východ      |                |                      | Růžice kompasu |
| Růžice kompasu | Jih                 |                |                      | Růžice kompasu |
| Růžice kompasu | Zelená hora 59,4 km | Krašov 45,4 km | Cukrák 111,3 km      | Růžice kompasu |